# دیپلوئیدسازی
دیپلوئیدسازی یا دیپلوئید شدن (به انگلیسی: Diploidization) فرایند تبدیل ژنوم پلی‌پلوئید به دیپلوئید است. پلی‌پلوئیدی محصول تکثیر کل ژنوم (WGD) است و دیپلوئیدسازی در نتیجه شوک ژنومی را به دنبال دارد. فرمانروی گیاهی در دودمان باستانی و به تازگی دستخوش رویدادهای چندگانه پلی‌پلوئیدی شده و به دنبال آن دیپلوئیدسازی شده‌است. همچنین فرض شده‌است که ژنوم مهره‌داران دو دور دیرین‌پلی‌پلوئیدی را پشت سر گذاشته‌اند. سازوکارهای دیپلوئیدسازی به خوبی درک نشده‌اند، اما الگوهای از دست دادن کروموزومی و تکامل ژن‌های جدید در این فرایند دیده می‌شوند.